# MAREA (cavo di comunicazione)

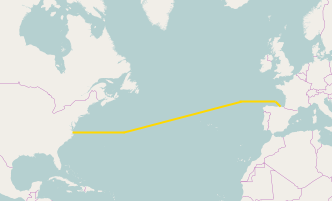
Il cavo MAREA Connette Stati Uniti e Spagna.

MAREA è un cavo di comunicazioni transatlantiche lungo 6605 chilometri che collega Virginia Beach (Stati Uniti) e Bilbao (Spagna), nato dalla collaborazione di Microsoft, Facebook e Telefónica, in funzione dal 2018. La massima capacità trasmissiva è di 160 Tbit/s. Le operazioni di costruzioni sono state dirette dalla Telxius, una filiale di Telefónica

## Storia
Nel maggio 2016, Microsoft, Facebook e Telxius hanno annunciato il progetto MAREA, affermando che avrebbe fornito agli Stati Uniti orientali, la maggior parte del cui traffico Internet scorre attraverso New York, "un percorso più efficiente non solo verso l'Europa ma verso l'Africa, il Medio Oriente e persino Asia". Secondo il direttore della strategia di rete globale di Microsoft per l'infrastruttura e le operazioni cloud, un impulso per il progetto è stato innescato dalle interruzioni del servizio causate dall'uragano Sandy nell'ottobre 2012.
La costruzione è iniziata poco dopo, nell'agosto 2016, ed è stata completata nel settembre 2017, collegando Virginia Beach, Virginia, negli Stati Uniti, con Sopelana, una città vicino a Bilbao, in Spagna. Ha iniziato ad operare nel febbraio 2018. Nel gennaio 2019 Telxius ha annunciato che AWS aveva firmato un accordo IRU per utilizzare una delle otto coppie di fibre di MAREA (Microsoft e Facebook ne possiedono ciascuna due coppie e Telxius ne avrà tre per altri clienti e per uso proprio.

## Operazione
Telxius è stato responsabile della costruzione e del funzionamento del cavo, che collega Virginia Beach, Virginia, negli Stati Uniti, con Sopelana, in Spagna (vicino a Bilbao).
Inizialmente si prevedeva che il cavo avesse una velocità di trasmissione di 160 terabit al secondo. (In particolare, 8 coppie di fibre * 25 canali DWDM * 400 Gbit/s per singola portante (modulazione 16-QAM) = 160 Tbit/s). Ma nel 2019, un team di ricerca ha riferito di aver generato velocità di segnalazione di 26,2 Tbit/s (per coppia di fibre) sul cavo MAREA, il 20% in più rispetto a quanto ritenuto fattibile al momento della progettazione del cavo.
Il cavo pesa circa 4,65 milioni di chilogrammi ed è composto da otto paia di fasci di cavi in fibra ottica delle dimensioni di un tubo da giardino.